# Okręg wyborczy Pembrokeshire
Okręg wyborczy Pembrokeshire istniał do 1997 r. Położony był w hrabstwie Pembrokeshire w Walii.

## Deputowani do brytyjskiej Izby Gmin z okręgu Pembrokeshire
- 1832–1841: John Owen
- 1841–1861: John Campbell, wicehrabia Emlyn
- 1861–1866: George Lort Philipps
- 1866–1868: James Bowen
- 1868–1876: John Scourfield
- 1876–1880: James Bowen
- 1880–1892: William Davies
- 1892–1898: William Rees Davies
- 1898–1908: John Philipps
- 1908–1918: Walter Francis Roch, Partia Liberalna
- 1918–1922: Evan Jones, Partia Liberalna
- 1922–1924: Gwilyn Lloyd George, Partia Liberalna
- 1924–1929: Charles Price, Partia Konserwatywna
- 1929–1950: Gwilyn Lloyd George, Partia Liberalna
- 1950–1970: Desmond Donnelly, Partia Pracy
- 1970–1987: Nicholas Edwards, Partia Konserwatywna
- 1987–1992: Nicholas Bennett, Partia Konserwatywna
- 1992–1997: Nick Ainger, Partia Pracy